# Coptochirus pteropus
Coptochirus pteropus är en skalbaggsart som beskrevs av Edgar von Harold 1859. Coptochirus pteropus ingår i släktet Coptochirus och familjen Aphodiidae. Inga underarter finns listade i Catalogue of Life.